# Bláfell, Ísafjarðarbær
Bláfell är ett berg i republiken Island. Det ligger i regionen Västfjordarna, 240 km norr om huvudstaden Reykjavík. Toppen på Bláfell, Ísafjarðarbær är 740 meter över havet.
Trakten runt Bláfell är nära nog obefolkad, med mindre än två invånare per kvadratkilometer. Det finns inga samhällen i närheten. Trakten runt Bláfell består i huvudsak av gräsmarker.